# Michael Berkeley
Michael Fitzhardinge Berkeley (né le 29 mai 1948) est un compositeur anglais, diffuseur de musique et membre de la Chambre des lords.

## Jeunesse
Berkeley est l'aîné des trois fils d'Elizabeth Freda (née Bernstein) (1923-2016) et du compositeur Sir Lennox Berkeley. Il fait ses études à l'Oratory School, à Woodcote, et à la Westminster Cathedral Choir School . Il est choriste à la Cathédrale de Westminster, et il chante fréquemment dans des œuvres composées ou dirigées par son parrain, Benjamin Britten. Il étudie la composition, le chant et le piano à la Royal Academy of Music. Il joue également dans un groupe de rock, Seeds of Discord . Dans la vingtaine, lorsqu'il étudie avec Richard Rodney Bennett, il se concentre sur la composition.

## Carrière
En 1977, il reçoit le prix Guinness de composition. En 1979, le Scottish Chamber Orchestra nomme Berkeley comme compositeur associé. Il est compositeur en association avec le BBC National Orchestra of Wales de 2000 à 2009 . Il est également professeur invité en composition au Royal Welsh College of Music &amp; Drama et directeur artistique du Cheltenham Music Festival de 1995 à 2004. En 2002 et 2003, il est commissaire invité international des programmes de musique de chambre au Sydney Festival, le plus grand festival artistique d'Australie.
Berkeley est nommé Commandeur de l'Ordre de l'Empire britannique (CBE) lors des honneurs d'anniversaire de 2012 pour services rendus à la musique.
Berkeley est membre du Royal Northern College of Music  et docteur honoris causa en musique de l'Université d'East Anglia et membre de la Royal Academy of Music. Il est président du Festival de musique de Presteigne et vice-président de la Joyful Company of Singers.
En février 2013, il est nommé pair à vie et siège à la Chambre des lords comme crossbencher  et le 26 mars 2013, il est créé baron Berkeley de Knighton, de Knighton dans le comté de Powys.

## Compositions
Les compositions de Berkeley comprennent un concerto pour hautbois (1977), un oratorio Or Shall We Die? (livret de Ian McEwan) (1982), Gethsemani Fragment (1990), Twenty-One (1991), un opéra Baa Baa Black Sheep (livret de David Malouf basé sur l'enfance de Rudyard Kipling) (1993). Les œuvres orchestrales comprennent Secret Garden (1997) et The Garden of Earthly Delights (1998) ainsi que des concertos pour clarinette, hautbois et violoncelle. En 2000, Berkeley écrit son deuxième opéra, Jane Eyre (livret également de David Malouf), qui est créé au Festival de musique de Cheltenham par Music Theatre Wales et fait ensuite une tournée au Royaume-Uni. Les brouillons originaux de Jane Eyre, représentant un an de travail et la seule copie d'entre eux, est volée à l'extérieur de son domicile londonien en mai 1999 . Les manuscrits n'ont jamais été récupérés et Berkeley a recomposé complètement l'opéra en un an, pour une représentation à Cheltenham .
En octobre 2009, son opéra de chambre For You, toujours avec Ian McEwan comme librettiste, est créé par le Music Theatre Wales. Un projet d'opéra du roman Expiation de McEwan avec un livret de Craig Raine pour l'Opéra de Dortmund est mis de côté ,.
Berkeley écrit une quantité considérable de musique de chambre et de musique chorale, notamment la commande spéciale Listen, listen O my child pour l'intronisation de Justin Welby comme archevêque de Cantorbéry en 2013  et la Magna Carta Te Deum, pour le 800e anniversaire de Magna Carta en 2015.

## Télévision
Berkeley est également connu comme un diffuseur de télévision et de radio sur la musique. Entre 1974 et 1979, il travaille pour BBC Radio 3 ,. Également à la radio, il contribue à Record Review (1972-1977) et est un présentateur régulier de Mainly for Pleasure (1980-1992) , et In Tune (1992-1993).
Depuis 1995, Berkeley présente Private Passions  dans laquelle des célébrités sont invitées à choisir et à discuter de plusieurs morceaux de musique. En décembre 1997, l'un de ses invités est un percussionniste viennois de 112 ans du nom de Manfred Sturmer, qui raconte des anecdotes sur Brahms, Clara Schumann, Richard Strauss, Arnold Schönberg et d'autres de manière si réaliste que certains auditeurs ne se rendent pas compte que tout cela est un canular perpétré par Berkeley et John Sessions. Le 30 décembre 2018, le prince de Galles est l'invité de Private Passions, afin de marquer le passage de plus de mille éditions du programme, et de célébrer les 70 ans du prince .

## Vie privée
Berkeley est marié deux fois. Il épouse l'agent littéraire Deborah Rogers de 1979 jusqu'à sa mort en avril 2014 . Le couple adopte une fille, Jessica . Berkeley compose son Concerto pour violon (in memoriam DR), créé en juillet 2016 aux Proms, en hommage à Rogers . En juin 2016, Berkeley épouse Elizabeth West . Berkeley a une résidence à Londres et une ferme au Pays de Galles .